# 스밀리 버넷

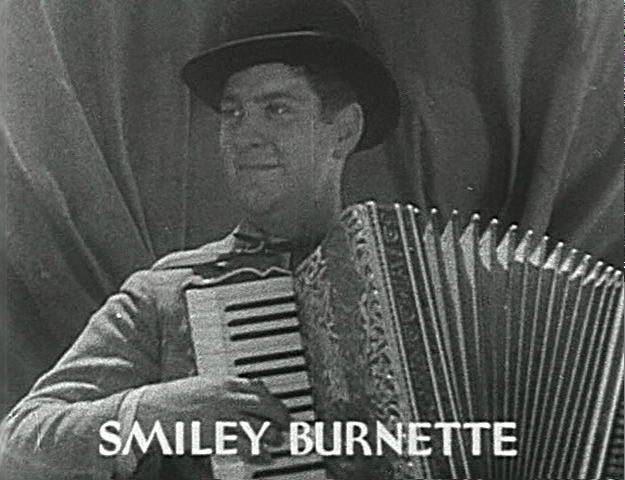

스밀리 버넷(Lester Alvin Burnett, 1911년 3월 18일 ~ 1967년 2월 16일)은 미국의 배우, 가수, 각본가, 작곡가 겸 작사가, 텔레비전 배우이다.
엔시노에서 사망하였다. 사인은 백혈병이다.  포리스트 론 메모리얼 파크에 매장되었다.

## 영화
- 팩 트레인 (1953년)
- 리오 그랜드의 마음 (1942년)
- 딕 트레이시 (1937년)
- 루틴 투틴 리듬 (1937년)
- 맨하튼 메리-고-라운드 (1937년)
- 세이즈브러시 트루버두어 (1935년)
- 멜로디 트레일 (1935년)